# Phyllophila torrefacta
Phyllophila torrefacta là một loài bướm đêm trong họ Noctuidae.